# Impresa trasporti
Commedia in tre atti scritta da Umberto Morucchio e portata in teatro da Gilberto Govi.
Fu registrata in teatro il 28 marzo 1958 per la regia di Vittorio Brignole, ma al giorno d'oggi è sopravvissuto soltanto il terzo atto,
mentre i primi due sono andati perduti.

## Trama
Annibale Baccigalupo è l'attuale proprietario di una secolare impresa di onoranze funebri tramandata con successo da generazioni.
Purtroppo l'azienda attraversa un periodo di crisi a causa della scarsità di clienti, complice il fatto di essersi trasferiti da alcuni anni dalla città alla campagna, dove l'aria è più salubre e la gente vive più a lungo. 
La moglie Teresa invece, che svolge attività di levatrice ha il suo bel daffare. Con loro vive anche l'unica figlia Mariuccia, ancora da maritare, 
che al Signor Annibale non dispiacerebbe vedere in sposa al medico del paese Dottor Alfonso. 
La sfortuna all'improvviso si abbatte sul Signor Annibale a causa di un trasporto funebre di prima classe che alla fine si rivelerà essere falso 
(nella bara non ci sarà nessun corpo ma solo stracci e manichini), architettato per truffare l'assicurazione e incassare molti soldi. 
False si riveleranno anche le 10000 lire pagate al Sig. Annibale come anticipo per il servizio. Scoperta la truffa, sia il Sig. Annibale 
che il medico condotto finiscono per alcuni giorni in carcere, aiutati in seguito dal Signor Alfredo, che nel frattempo ha iniziato una seria relazione 
con Mariuccia, la figlia di Annibale. 
Usciti dal carcere e ancora un po' preoccupati di ritornarci, ricominciano la loro vita abituale, mentre l'azienda di pompe funebri di Annibale continua a segnare il passo. Ora il pensiero però si trasferisce alla seria relazione fra il Sig. Alfredo e la figlia Mariuccia, ai quali la madre Teresa ha già concesso il suo benestare 
in attesa di quello definitivo dato da Annibale.
Alfredo è figlio del Cav.Gattinara, proprietario di una grossa azienda di trasporti. 
Messo al corrente dal figlio delle sue intenzioni di prender moglie, il cavaliere si reca a far visita in casa di Annibale, per conoscere la famiglia 
e la futura sposa. Dopo una serie di amichevoli dialoghi conditi da diversi malintesi, viene fuori che Annibale è il titolare di una impresa di trasporti funebri 
e il Cav. Gattinara, essendo molto superstizioso, a questo punto nega il suo consenso affinché suo figlio si apparenti ad un consuocero che svolge una attività
che odia profondamente. 
Ma alla fine tutto si aggiusterà, riuscendo a convincere il Signor Annibale a chiudere definitivamente la sua attività, prospettandogli un posto di lavoro sicuro e ben retribuito nella azienda di trasporti del Cav. Gattinara.